# Ти живий
«Ти живий»— дебютний студійний альбом українського гурту «Димна суміш», який було випущено 20 червня 2005 року. Альбом було записано під час живого виступу гурту

## Композиції
1. Разом
2. Певно
3. Ти живий
4. Протидія
5. Герой
6. Говінда
7. Стіна
8. Жити знову
9. Молоток

## Учасники запису[3]
Димна Суміш
- Саша Чемеров - вокал, віровець, каратали
- Олександр Гущин - барабани
- Сергій Мартинов - гітара
- Ігор Гержина - бас-гітара

Інші
- Саша Єльчев - запис
- Ігор Garrypotter Пригоровський - міксинг
- Євген - продюсер запису
- Таня Endshpill - менеджер
- Віталій Павлишин - фото
- Дизайн обкладинки - Чемеров С., Клименко Ю.